# Provincia de Jizán
Jizán (en árabe: جيزان, Jizan) es una región de Arabia Saudita. Cuenta con un litoral de 300 km a lo largo del mar Rojo, justo al norte de Yemen. Tiene un área de 11 671 kilómetros cuadrados y una población de 1 365 110 habitantes (2010). Su capital es la ciudad de Jizán. La provincia cuenta con más de cien islas en el mar Rojo. Las islas Farasan fueron la primera área protegida de Arabia Saudita, son hogar de la gacela aŕábiga que está en peligro de extinción y, en invierno, recibe a las aves migratorias de Europa.

## Gobernaciones
- Abu Arish
- Alddair
- Alddarb
- Ahad Almasarihah
- Alaridah
- Alaydabi
- Alharth
- Alraith
- Baish
- Damad
- Farasan
- Jazan
- Sabya
- Samtah